# Лопес, Хавьер Эдуардо
Хавьер Эдурадо Лопес Рамирес (исп. Javier Eduardo López Ramírez; 17 сентября 1994, Торреон, Мексика) — мексиканский футболист, полузащитник клуба «Пачука».

## Клубная карьера
Лопес — воспитанник клуба «Гвадалахара». 25 февраля 2013 года в матче против «Леона» он дебютировал в мексиканской Примере, заменив во втором тайме Марко Фабиана. 22 января 2014 года в поединке Кубка Мексики против «Леонес Негрос» Хавьер забил свой первый гол за «Гвадалахару». 20 марта 2016 года в матче против «Монтеррея» он сделал «дубль». В 2016 году Лопес завоевал Суперкубок Мексики. В 2017 году он помог клубу выиграть чемпионат. В 2018 году Хавьер помог выиграть Лигу чемпионов КОНКАКАФ, забив гол в матче против американского «Сиэтл Саундерс».
21 января 2021 года Лопес был взят клубом MLS «Сан-Хосе Эртквейкс» в однолетнюю аренду с опцией продления ещё на шесть месяцев или выкупа. В главной лиге США он дебютировал 16 апреля в матче стартового тура сезона 2021 против «Хьюстон Динамо». 1 мая в матче против «Ди Си Юнайтед» он забил свой первый гол в MLS. В сентябре Чофис забил шесть голов и отдал одну голевую передачу, хет-трик в матче против «Реал Солт-Лейк» 15 сентября, дубль в матче против «Остина» 18 сентября, гол и голевая передача в матче против «Лос-Анджелеса» 25 сентября, за что был назван игроком месяца в MLS. По итогам сезона 2021 Лопес номинировался на звание новоприбывшего игрока года в MLS, но в голосовании занял третье место. 1 декабря «Эртквейкс» продлили аренду Чофиса до конца июня 2022 года. 4 июля 2022 года, по истечении 18-месячного срока аренды в «Сан-Хосе», Лопес вернулся в «Чивас де Гвадалахара».
18 июля 2022 года Лопес перешёл в «Пачуку».

## Достижения
Командные
«Гвадалахара»
- Чемпион Мексики: Клаусура 2017
- Обладатель Кубка Мексики: Апертура 2015
- Обладатель Суперкубка Мексики: 2016
- Победитель Лиги чемпионов КОНКАКАФ: 2018

Индивидуальные
- Игрок месяца в MLS: сентябрь 2021